# گندلی تپه
گندلی نام تپه‌ای تاریخی در شهرستان درگز، بخش لطف‌آباد، دهستان دیباج، یک کیلومتری جنوب غربی روستای خیرآباد واقع شده و این اثر در تاریخ ۱۹ مرداد ۱۳۸۴ با شمارهٔ ثبت ۱۲۸۷۶ به‌عنوان یکی از آثار ملی ایران به ثبت رسیده‌است.